# Войтенко, Алексей Сергеевич
Алексей Сергеевич Войтенко (укр. Олексій Сергійович Войтенко; род. 1981, Киев) — украинский композитор, музыковед.

## Биография
Родился в 1981 году в г. Киеве (Украина). Изначально занимался музыкой самостоятельно. В 2002 году поступил в Национальную Музыкальную Академию Украины им. П. И. Чайковского, не имея предварительного музыкального образования и пройдя перед этим 4-летнее обучение в Национальном Техническом Университете Украины «Киевский Политехнический институт» (диплом бакалавра технических наук). В 2007 году окончил НМАУ (класс композиции проф. Юрия Ищенко) с дипломом магистра музыкального искусства (дипломное сочинение — «Tempus fugit…» для фортепиано с оркестром; магистерская работа — «Некоторые аспекты тембровой драматургии в экспозиции Тринадцатой симфонии Н. Я. Мясковского», научный руководитель проф. Игорь Пясковский). В том же году поступил в аспирантуру НМАУ (кафедра теории музыки, научный руководитель проф. Богдан Сюта, которую закончил в 2010 году. В сентябре 2012 года защитил диссертацию на соискание ученой степени кандидата искусствоведения (тема работы — «Стилевая специфика функциональной трактовки оркестрового тембра в произведениях Н. Я. Мясковского»).

С 2011 года — член Союза композиторов Украины. С апреля 2012 года преподаватель и секретарь кафедры теории музыки НМАУ. С 2014 преподаватель предметной комиссии «Музичні комп’ютерні технології» КИМ им. Р. М. Глиэра. С 2014 г. лектор организации «Культурный проект»
- В 2004 году стал стипендиатом Международного Вагнеровского Общества.
- В 2005 и 2007 годах — соорганизатор фестиваля «Международный Форум „Музыка Молодых“» (Киев, Украина).
- В 2006 году совместно с дирижёром В. Матюхиным и Национальным ансамблем солистов «Киевская Камерата» организовал концерт к 125-летнему юбилею Н. Я. Мясковского (Киев, Украина).
- Дипломант композиторского конкурса памяти Д. Д. Шостаковича (Санкт-Петербург, Россия, 2006) за произведение «Nóμoς I». Это же произведение стало основой для создания короткометражного фильма-интервью «Nóμoς» режиссёра Елены Еременко (2006).
- В 2008 году — арт-директор фестиваля «Музична трибуна київської молоді» (Киев, Украина).
- Лауреат стипендии киевского городского председателя для одарённой молодёжи (2013).
- Лауреат премии им. Л. Н. Ревуцкого (2014).

Участник многих музыковедческих конференций, в том числе международного междисциплинарного симпозиума «Музыкальный мир Карлхайнца Штокхаузена» (2008, Киев, Украина), семинара по проблемам современной музыки «Musica plus ultra» (2010, Киев, Украина), международной музыковедческой конференции «Russian and Soviet Music: Reappraisal and Rediscovery» (2011, Дарем, Великобритания), международного симпозиума и практикума «Доклассическая и современная музыка: новые ракурсы понимания» (2012, Киев, Украина) и др.
Автор ряда музыковедческих и публицистических работ. Основные сферы актуальных научных интересов: теоретические проблемы композиторского творчества, теория и практика серийности, методика преподавания музыкально-теоретических дисциплин, история теоретического музыкознания, творчество Н. Я. Мясковского.
В особом приоритете А. Войтенко — украинская музыка XX века, в частности творчество Владимира Загорцева (1944—2010), некоторые сочинения которого А.Войтенко реставрировал: Сонату для гобоя и ф-но (1978; редакция текста и корректура), Симфония № 1 (1968; реконструкция по оркестровым партиям, редакция), Камерный концерт № 10 для гобоя, фортепиано и струнных (2016; редакция неоконченного эскиза, завершение); Камерные концерты № 1-5 (2019-21, редакция); «Градации» для малого симф.оркестра (2019, реставрация и подготовка к украинской премьере). В декабре 2021 г. вышла в печати книга материалов о В. Загорцеве «In Memoriam. Композитор Володимир Загорцев. Статті, листи, спогади. Матеріали до біографії» под редакцией А.Войтенко.
В 2020 и 2021 годах принял участие как составитель и редактор в двух выпусках издания Украинского института «Київський авангард: Антологія камерної музики» (издательство «Музична Україна»).
В 2023 году опубликовал монографию «Теоретичні основи „дванадцятитонової серійної композиції“.
Музыка Алексея Войтенко исполняется на многих украинских фестивалях („Премьеры сезона“, „Киев Мюзик Фест“, „Международный Форум Музыки Молодых“, „Гогольфест“, „Контрасты“), а также за рубежом.
Автор значительного количества аранжировок для самых разнообразных инструментальных составов.
Автор музыки к ряду компьютерных игр (в том числе, „Daymare Town 3“ и „Daymare Town 4“ польского художника Матеуша Скутника).
Одно из главных сочинений А. Войтенко — Книга для 4-х струнных „Музыка Эриха Занна“, работа над которой продолжалась с 2004 по 2018 г. В основу этого произведения положен одноимённый рассказ Г. Ф. Лавкрафта. Длительность цикла — около 1.5 ч.

## Основные сочинения
2021
„Epitaph“ for contrabass and piano (revised and extended version of 2003 piece) ~ 5 ‘
„Classical overture“ for big symphony orchestra (revised and extended version of 1movement from „Classical Symphony“) ~ 11''
2018
„Classical Symphony“ for small symphony orchestra. In 4 movements (revised 2020) ~ 40 '
„Danza curva“ for harpsichord solo ~ 3 `
„Nóμoς“ for 12 strings (or large string orchestra). Recomposed version of „Nóμoς I“ (2005) ~ 7 ‘
„Unfinished Quartet“ for 2 vn, vla and vc (2004, revised and extended 2018) ~ 20’
„Eternal recurrence“ for piano and str. orchestra Revised and extended version of „Glossolalia“ (2016) ~ 13’
„Flashbacks“. 3 small preludes for piano solo pno (2002, rev. 2018) ~ 2’30’’
„The Music of Erich Zann“ for cello and contrabass (Interlude A). After H.P. Lovecraft ~ 7’
„The Music of Erich Zann“ for viola, cello and contrabass (Interlude B). After H.P. Lovecraft ~ 5’
„The Music of Erich Zann“ for viola solo. After H.P. Lovecraft ~ 10’
„Homo Fugens“ („The Running Man“) for 2 pianos and metronome [[abridged version for pno solo — 2014, for 2 pno /1 perf. — 2016]] ~ 8′
2017
„The Music of Erich Zann“ (Epilogue) for vn, vla, vc and cb ~ 22’
2016
„Glossolalia“ for piano solo (version for 2 harps (2017)) ~ 8′
„The Music of Erich Zann“ for vc solo ~ 11′
Chamber Concerto. After V.Zagortsev’s unfinished sketches for oboe, piano and string orchestra ~ 20′
2014
Epitaph in memory of V. Zagortsev for piano solo ~ 3’
2012
„Lento“ for chamber orchestra for piano and string orchestra — 2012 ~ 15′
„The Music of Erich Zann“ (Prologue) for vn, vla, vc and cb ~ 5’
2011
„Things off Themselves“. 3 pieces for harpsichord solo (revised in 2017) ~ 4’
„The Possibility of an Island“ for piano and string orchestra ~ 16’
2010
„Smoke on the water“. Elegy in memoriam Jon Lord (1941—2012). Paraphrase on song by „Deep Purple“ for string orchestra (rev. and extended 2020)~ 10’
„The Music of Erich Zann“ for cb solo (revised and extended version (2017)) ~ 7’
„Silentium“. Epitaph in memory of N.Myaskovsky for marimba solo ~ 4’
2009
„GZI“ for fl., cl., a.sax., vn., vla, vc., pno (rev. 2014; rev. 2016 for fl., cl.; vn., vc., pno) ~ 4’
„The Music of Erich Zann“ for vn solo ~ 10’
2008
„Пαράβασις“ (rev. 2016) for vn, vc, pno, str. orchestra and ~ 31’
2007
„Tempus fugit…“ (rev. 2013) for piano and symph. orchestra ~ 22’
2 pieces for piano solo ~ 5’
2006
„Nóμoς IІ“ for tape — 2006 ~ 15’
2005
„Nóμoς I“; for 12 strings (or large string orchestra). Recomposed in 2018 ~ 9 ‘
Elegia (rev. 2009) for piano solo ~ 7’;
„… a propos“ (rev. and extended 2007) for 4 flutes ~ 4‘
2004
Variations on N.Myaskovsky’s theme (rev. 2006 and 2008) for str.orch., timp and tamtam ~ 12’
2003
„Spirit of solitude“. Variations on N.Myaskovsky’s theme (rev. 2008) for piano solo ~ 15’
„Schmachtend“. Variations on R. Wagner’s theme for piano solo ~ 5’
2002
2 bagatelles; for piano solo ~ 4’
2001
2 pieces (rev. 2011) for violin and piano ~ 4’
НЕКОТОРЫЕ ПРОЧИЕ РАБОТЫ:
Claude Debussy. „Voiles“. Transcription of piano prelude № 2. for symphony orchestra (2005)
Nikolai Myaskovsky. 5 romances for soprano and string orchestra (2006, revised 2011).
Nikolai Myaskovsky. „Malinconia“ for string orchestra (2006). Transcription of movt.III from String Quartet № 6.
Pyotr Tchaikovsky. Children’s album. Transcription for violin, cello, flute, piano, xylophone and vybraphone (2007).
Witold Lutoslawski. Variations on N.Paganini’s theme. Transcription for piano solo, string orchestra and percussion (2012).
Philip Glass. Piano etudes № 3, № 5. Transcription for symphony orchestra (2018).
„Котику сіренький“ for soprano and chamber orchestra. Transcription of a song from Nina Matvienko’s repertory (2016).

## Исполнители
Пианисты Олег Безбородько, Дмитрий Таванец, Виктория Гаврик, Марина Мохрякова, Виталий Вышинский, Елена Кузьмук, Антон Калиниченко, Кори Смит, Арсен Яковенко, Юрий Глущенко, Владимир Ворончук, Нино Жваниа, Дина Писаренко, Антоний Барышевский. 
Скрипачи Орест Смовж, Андрей Берёзка. 
Виолончелисты Золтан Алмаши, Игорь Лебедь. 
Контрабасисты Антон Жуков, Владимир Роздольский, Назар Стець.
Клавесинисты Наталья Сикорская
Дирижёры Николай Лысенко, Валерий Матюхин, Александр Титов, Андрей Березка, Виктория Свалявчик, Виктория Рацюк, Виталий Протасов, Георгий Шекиладзе, Антоний Кедровский, Иван Остапович. 
Коллективы Национальный ансамбль солистов „Киевская камерата“, New York miniaturist ensemble, Государственный академический эстрадно-симфонический оркестр Украины, оркестр „Leopolis“, оркестр Государственного Эрмитажа, квартет флейтистов „Шони Зарен“, ансамбль „Ricochet“, ансамбль „Nostri Temporis“, ансамбль „Sed Contra“, Киевский камерный оркестр, Камерный оркестр Батуми, Симфонический оркестр Национальной филармонии Украины, Национальный ансамбль „Киевские солисты“, .

## Некоторые музыковедческие работы А. Войтенко
- Пермутационные процессы при серийных преобразованиях. Общие принципы структурной организации додекафонной музыки (2002; не издано)
- Систематизация пертмутационных процессов в условиях додекафонной серийности. Київське музикознавство, № 10 (2003), с. 7-12.
- Некоторые аспекты тембровой драматургии в экспозиции Тринадцатой симфонии Н. Я. Мясковского (2007; работа на соискание степени магистра музыкального искусства)
- Парциальные метрические структуры (хроматически темперированная шкала Карлхайнца Штокхаузена: аспекты проблематики и интерпретации) (2009) // Українське музикознавство : зб. ст. / ред. О. В. Торба. — К., 2010. — Вип. 36. — С. 66 — 75
- Тембровая математика Юрия Ищенко. На примере симфонических Вариаций и фуги на темы М. Березовского „Хваліте Господа с небес“ (2012) // Мистецтвознавчі записки : зб. наук. праць. — К. : Міленіум, 2012. — Вип. 21. — С. 75-82
- Две парадигмы формирования оркестрового состава в русской и западноевропейской симфонических традициях начала XIX- середины XX веков (2012) // Актуальні проблеми історії, теорії та практики художньої культури. — К. : Міленіум, 2012. — Вип. 28. — С. 320—327.
- Специфика оркестровых составов Николая Мясковского // Науковий вісник НМАУ ім. П. І. Чайковського: Проблеми музичної інтерпретації. — К., 2011. — Вип. 95. — С. 310—320
- О некоторых драматургических свойствах оркестровой фактуры в симфониях Н. Я. Мясковского (2011) // Естетика і практика мистецької освіти : Науковий вісник НМАУ ім. П. І. Чайковського : зб. ст. / упор. О. М. Ващук. — К., 2008. — Вип. 74. — С. 254—258
- Стилевая специфика функциональной трактовки оркестрового тембра в произведениях Н. Я. Мясковского. Диссертация на соискание степени кандидата искусствоведения. Защита состоялась 26 сентября 2012 года (Киев, НМАУ).
- »«На пределе — как жизнь в бесконечном…». Памяти композитора Владимира Загорцева". Українська Музична Газета № 6 (червень, 2016).
- «„Traité d’harmonie“ (1802) Шарля Кателя та його відбиття в творчості Ріхарда Вагнера». Часопис НМАУ імені П.І. Чайковського. № 1 (38) за 2018. С. 86-106.
- «Симфонія № 1 (1968) Володимира Загорцева: історія створення, коментар до реконструкції» . Українське музикознавство, вип. 44 (2018).
- «Градації» Володимира Загорцева: 53 роки на шляху до української прем’єри (2019).
- «Лятошинскому 125» (2020). Есе про власну рецепцію музики Б.Лятошинського
- «„TRAITÉ D’HARMONIE“ ШАРЛЯ КАТЕЛЯ ЯК ІСТОРИЧНА ОСНОВА КОНСЕРВАТОРСЬКИХ ТРАДИЦІЙ ВИКЛАДАННЯ ГАРМОНІЇ». Науковий вісник НМАУ, вип. № 129 (2020).
- Антологія «Київського авангарду». Нотатки на полях. Редакторська стаття про роботу над нотним виданням «Київського авангарду».
- Спогади учнів про композитора Юрія Іщенка (2021).
- Стаття «Від упорядника» до видання «In memoriam: Композитор Володимир Загорцев. Статті, листи, спогади. Матеріали до біографії» (публікація до краудфандингу коштів на видання).
- Анонс издания «„In Memoriam. Композитор Володимир Загорцев. Статті, листи, спогади. Матеріали до біографії“». Публикация для краудфандинга средств на издание.
- Монография "Теоретичні основи «дванадцятитонової серійної композиції». Київ: Фенікс, 2023. 216 с.
- Стаття «Композитор Володимир Загорцев: „Проста Музика“ i непросте життя» (2023) (англ.) (польск.)

## Работы о творчестве А. Войтенко
- В.Вишинський. ВОЛОДИМИР ЗАГОРЦЕВ: ТОЧКА ЗБИРАННЯ. Рецензія на видання «In memoriam. Композитор Володимир Загорцев…» (Науковий вісник НМАУ. № 134)
- Є. Сіренко. «МУЗИКА ЕРІХА ЗАННА» ОЛЕКСІЯ ВОЙТЕНКА: «ВІКНО» У ТВОРЧИЙ ВСЕСВІТ КОМПОЗИТОРА. (МУЗИЧНА НАУКА НА ПОЧАТКУ ТРЕТЬОГО ТИСЯЧОЛІТТЯ. 2018, Випуск № 6)
- А. Юферова. ХУДОЖНЯ ЛОГИКА ТВОРУ «HOMO FUGENS» OЛЕКСІЯ ВОЙТЕНКО (КИЇВСЬКЕ МУЗИКОЗНАВСТВО № 55)
- Н. КОЛЯДА. СОНАТА ДЛЯ СКРИПКИ СОЛО В ТВОРЧОСТІ УКРАЇНСЬКИХ КОМПОЗИТОРІВ ХХІ СТ.: СУЧАСНІ ТЕНДЕНЦІЇ ОСМИСЛЕННЯ ЖАНРУ (Актуальнi питання гуманiтарних наук. Вип 52, том 2, 2022)